# Distrito electoral de South Jacksonville n.º 2
South Jacksonville No. 2 (en inglés: South Jacksonville No. 2 Precinct) es un distrito electoral ubicado en el condado de Morgan en el estado estadounidense de Illinois. En el Censo de 2010 tenía una población de 652 habitantes y una densidad poblacional de 1.339,04 personas por km².

## Geografía
South Jacksonville n.º 2 se encuentra ubicado en las coordenadas 39°42′45″N 90°13′50″O / 39.71250, -90.23056. Según la Oficina del Censo de los Estados Unidos, South Jacksonville n.º 2 tiene una superficie total de 0.49 km², de la cual 0.49 km² corresponden a tierra firme y (0%) 0 km² es agua.

## Demografía
Según el censo de 2010, había 652 personas residiendo en South Jacksonville n.º 2. La densidad de población era de 1.339,04 hab./km². De los 652 habitantes, South Jacksonville n.º 2 estaba compuesto por el 94.48% blancos, el 2.91% eran afroamericanos, el 0% eran amerindios, el 0.61% eran asiáticos, el 0% eran isleños del Pacífico, el 0.61% eran de otras razas y el 1.38% pertenecían a dos o más razas. Del total de la población el 0.46% eran hispanos o latinos de cualquier raza.